# نقشه‌برداری کشوری

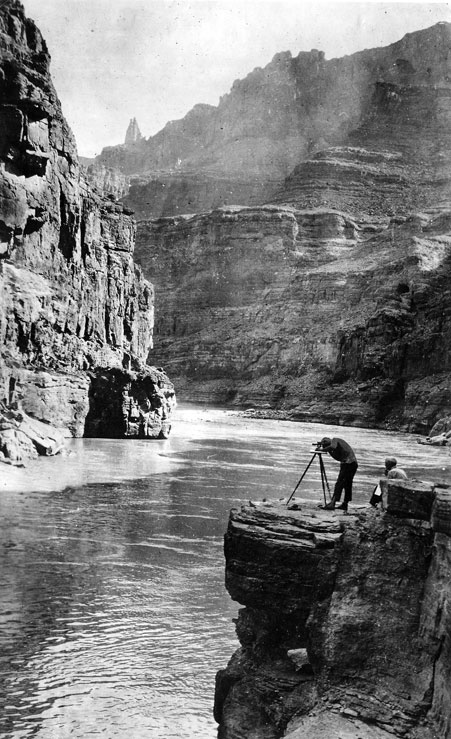
نقشه‌برداری کشوری در کنار رودخانه کلرادو در ایالات متحده (حدود سال ۱۹۲۳)

نقشه‌برداری کشوری شاخه‌ای از ژئودزی است که به نقشه‌برداری بنیادین قلمرو یک کشور یا دولت می‌پردازد و به‌طور کلی بیش از هر چیز وظیفهٔ قانونی آن در رابطه با قلمرو یک دولت شامل موارد زیر است:
۱-حفاظت از مرجع جغرافیایی ژئودتیک، مثلاً به وسیلهٔ نقاط مبنای ایستای تعیین شده در محل.
۲-فهرست‌بندی کردن زمین‌چهر، عوارض نمایان و وضعیت کنونی سطح زمین(توپوگرافی) و
۳-این موارد را به گونه‌ای نشانه بنیاد و سیستماتیک در نقشه‌های زیربنایی و توپوگرافی نشان دادن.
۴-به این سه وظیفه کلاسیک از دههٔ ۱۹۸۰ وظیفهٔ به روزرسانی داده‌های پایه نقشه‌برداری کشوری در یک سامانه اطلاعات جغرافیایی نیز افزوده شد. این وظیفه با توجه به نیازهای جدید به به روزرسانی دائم داده‌ها و پایگاه داده‌ها اهمیت روزافزون پیدا کرد.

## معنای اطلاعات کشوری و جغرافیایی
اطلاعات جغرافیایی از نظر اقتصادی و نظامی مهم هستند. اتو لوگر در سال ۱۸۹۴ در دانش واژه‌نامه همه فنون چنین می‌گوید:
"در هر دولت فرهنگی برای اهداف حقوق سیاسی، نظامی، فنی و علمی مانند حراست از مالکیت زمین، آمار، افزایش مالیات زمین، تمرین نیروهای نظامی، دفاع از کشور، کشاورزی و جنگلبانی، معدن، صنعت، حمل و نقل، تراموا و راه آهن، مهندسی رودخانه، کانالسازی، بررسی‌های علمی(زمین شناسی، ژئوفیزیک) و غیره انجام دقیق نقشه برداری کشوری ضروری می‌باشد. برای این اهداف نامبرده شده از این رو لازم است تا جایی که از نظر فنی امکان پذیر است همهٔ سندهای ژئودتیک لازم برای منافع عمومی بی واسطه در دسترس قرار بگیرد. نقشه برداری‌های ویژه می‌توانند برای دسترسی غیرضروری تشخیص داده شده یا تا جایی که ممکن است محدود شوند. نتایج نقشه برداری‌هایی که برای مصرف عموم تعیین شده‌اند نقشه‌های قابل اعتماد هستند."
از سدهٔ هیجدهم تا بیستم ابتدا مهندسان جغرافی(افسران مهندس) نظامی مهمترین نقش را در تهیهٔ نقشه‌ها به عهده داشتند که بعدا این وظیفه به عهده مهندسان نقشه بردار دولتی و غیرنظامی و همچنین کارتوگراف‌ها و توپوگراف‌ها گذاشته شد. از سدهٔ بیستم انگیزه‌های اقتصادی شخصی مانند انتشارات نقشه، حمل و نقل، آمایش سرزمین و خدمات سامانه اطلاعات جغرافیایی ویژه به‌طور عمده موجب فعالیت در این رشته بود.